# Depok (Pangkah)
Depok is een bestuurslaag in het regentschap Tegal van de provincie Midden-Java, Indonesië. Depok telt 2499 inwoners (volkstelling 2010).